# Pradawny ląd 4: Podróż przez mgły
Pradawny ląd 4: Podróż przez mgły albo Pradawny ląd 4: Wyprawa do Krainy Mgieł (ang. The Land Before Time IV: Journey Through the Mists) – amerykański film animowany dla dzieci.
Opowiada o dalszych losach pięciu dinozaurów: Liliputa (apatozaur), Cery (triceratops), Pterusia (pteranodon), Kaczusi (zaurolof) i Szpica (stegozaur).

## Opis fabuły[1]
Dziadek Liliputa zapada na ciężką chorobę. Liliput wyrusza na wyprawę, której celem jest znalezienie złotych płatków nocnego kwiatu, który rośnie w Krainie Mgieł. W wyprawie towarzyszy mu nowa przyjaciółka z wędrującego stada, Ali. Podczas marszu przez jaskinię małe dinozaury zostają rozdzielone przez osypujące się skały. Ali decyduje się powrócić, by sprowadzić na pomoc resztę przyjaciół Liliputa - Cerę, Pterusia, Kaczusię oraz Szpica.

## Obsada oryginalna
- Scott McAfee - Liliput (głos)
- Juliana Hansen - Ali (głos)
- Jeff Bennett - Pteruś / Itchy (głos)
- Rob Paulsen - Szpic (głos)
- Candace Hutson - Cera (głos)
- Heather Hogan - Kaczusia (głos)
- Kenneth Mars - dziadek Liliputa (głos)
- Frank Welker - Tickles (głos)
- Charles Durning - Archy (głos)
- John Ingle	- tata Cery (głos) (narrator)
- Tress MacNeille -	matka Ali / Dil (głos)
- Linda Gary - babcia Liliputa (głos)
- Carol Bruce - staruszka (głos)

## Wersja polska
Opracowanie wersji polskiej: TELEWIZJA POLSKA

Reżyseria: Krystyna Kozanecka

Dialogi i tłumaczenie: Katarzyna Dziedziczak

Dźwięk i montaż: Urszula Bylica

Kierownik produkcji: Anna Jaroch

Wystąpili:
- Beata Wyrąbkiewicz - Cera
- Marek Molak - Liliput
- Jacek Bończyk - Pteruś
- Olga Bończyk - Kaczusia
- Jolanta Wołejko - Babcia Liliputa
- Paweł Szczesny - Dziadek Liliputa
- Jacek Mikołajczyk - Bron, tata Liliputa /Wielki Tatko
- Aleksander Mikołajczak - Pan Trójnóg, tata Cery
- Kajetan Lewandowski - Liliput/Skikacz
- Ewa Serwa - Mama Liliputa/Tria
- Agnieszka Kunikowska - Babcia Liliputa